# Campeonato Gaúcho de Futebol de 1981 - Série A
O Campeonato Gaúcho de Futebol de 1981, foi a 61ª edição da competição no Estado do Rio Grande do Sul. A disputa teve início em 7 de junho e o encerramento em 29 de novembro de 1981. Participaram do campeonato 12 clubes. Os times jogaram entre si em turno e returno, e os oito melhores passaram a fase final. O campeão deste ano foi o Internacional.

## Participantes
| - Brasil de Pelotas (Pelotas)28ª - Caxias (Caxias do Sul)20ª - Grêmio (Porto Alegre)39ª - Guarany-BA (Bagé)29ª - Internacional (Porto Alegre)37ª - Inter-SM (Santa Maria) 15ª | - Juventude (Caxias do Sul)19ª - Novo Hamburgo (Novo Hamburgo)37ª - São Borja (São Borja)7ª - São Paulo (Rio Grande)11ª - Armour FC (Santana do Livramento) 4ª (Rebaixado) - São Gabriel* (São Gabriel)1ª (Rebaixado) |

## Octogonal
- Classificação

| 1º Internacional 21 pg 2º Grêmio 20 pg 3º Inter/SM 19 pg 4º Novo Hamburgo 16 pg | 5º São Paulo 13 pg 6º Caxias 12 pg 7º São Borja 09 pg 8º Brasil 06 pg |

PG: Pontos Ganhos
Nota: Grêmio e Internacional entraram no octogonal com um ponto extra cada, pelo título de cada um dos turnos da primeira fase. Caxias e Novo Hamburgo entraram com um ponto extra cada, pelo título de melhor do interior em cada um dos turnos.
Campeão:Internacional

## Artilheiro
- Baltazar (Grêmio) 20 gols

## Campeão
| Campeonato Gaúcho de 1981          |
| ---------------------------------- |
| INTERNACIONAL Campeão (26º título) |

## Segunda Divisão
Campeão:São José
2º lugar:Esportivo

## Terceira Divisão
Campeão:Pradense
2º lugar:Mundo Novo